# دهستان حومه (سراوان)
دهستان حومه، یکی از دهستان‌های بخش مرکزی شهرستان سراوان در استان سیستان و بلوچستان ایران است. مرکز این دهستان، شهر محمدی است.

## جمعیت
بر پایه سرشماری عمومی نفوس و مسکن در سال ۱۳۹۵، جمعیت دهستان حومه برابر با ۴۱٬۷۳۵ نفر بوده‌است.